# Techijja

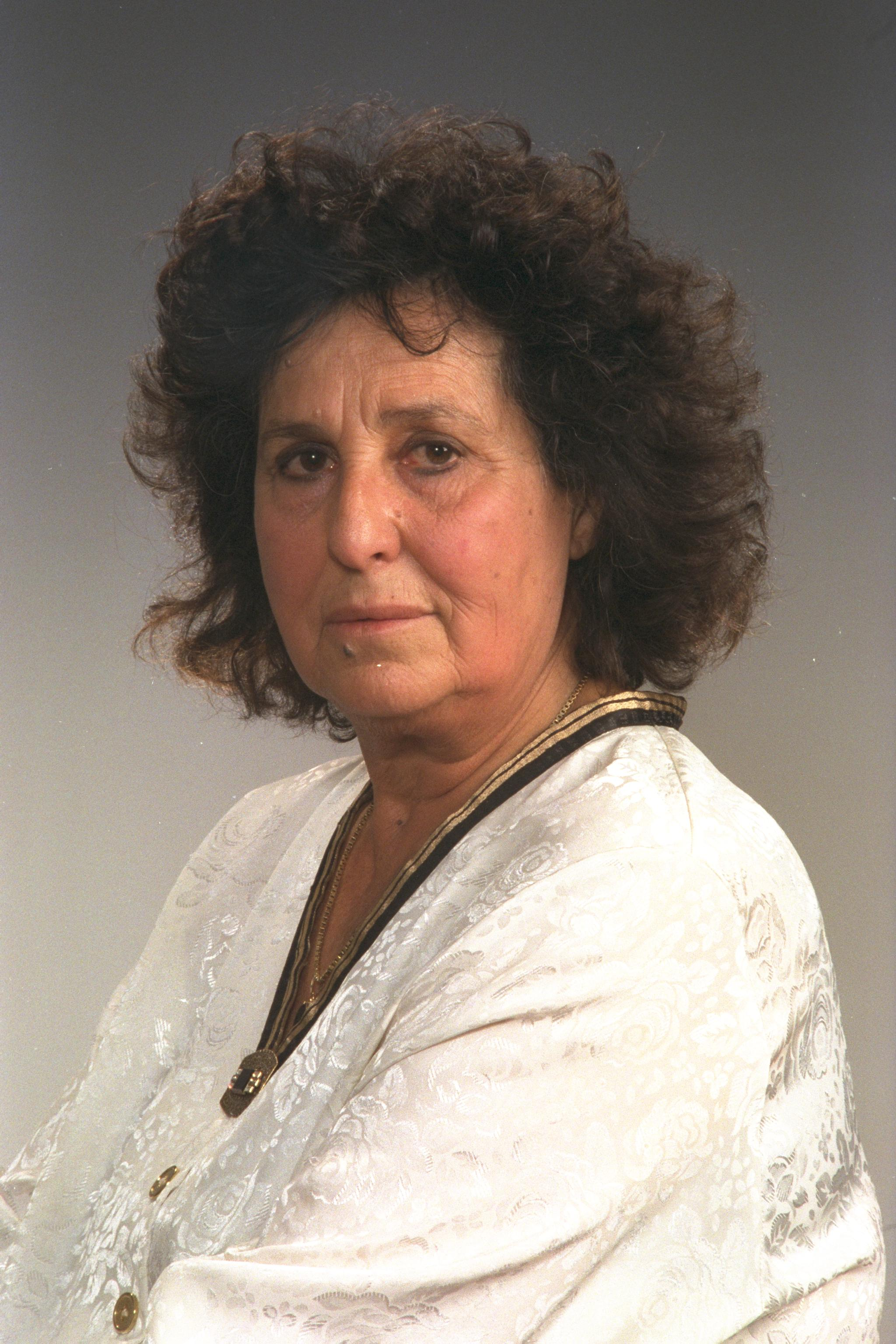
Ge’ula Kohen

Techijja (hebr.: תחיה, ang.: Tehiya, dosł. Odrodzenie), pierwotnie Banaj (hebr. בנא''י, czyli ברית נאמני ארץ ישראל, Brit Ne’emanej Erec Jisra’el, Związek Wiernych Ziemi Izraela), następnie Techijja-Banaj (hebr. תחייה-בנא"י) – izraelska nacjonalistyczna partia polityczna działająca od lat 70. do 90. XX wieku.
W proteście przeciwko porozumieniu z Camp David rządzący Likud opuścił najpierw Mosze Szamir (15 maja 1979), który został posłem niezależnym, a następnie Ge’ula Kohen. 17 lipca wspólnie założyli w dziewiątym Knesecie frakcję parlamentarną Banaj, która 20 listopada zmieniła nazwę na Techijja-Banaj. Przewodniczącą ugrupowania została Kohen, a partia stała się politycznym przedstawicielstwem ortodoksyjnego ruchu Blok Wiernych (Gusz Emunim).
Do wyborów w 1981 ugrupowanie poszło pod nazwą Techijja i zdobyło 44 700 głosów (2,3%) i wprowadziło do dziesiątego Knesetu trzech posłów. Mandaty zdobyli Ge’ula Kohen, Juwal Ne’eman i Chanan Porat. Ten ostatni został w trakcie kadencji zastąpiony przez Cewiego Sziloacha.
W wyborach parlamentarnych w 1984 Techijja poszła w sojuszu z partią Comet, założoną rok wcześniej, przez dotychczasowego raw allufa Refa’ela Etana. Techijja-Comet uzyskała trzeci wynik w wyborach, zdobywając głosy 83 037 wyborców (4%), co przełożyło się na pięć mandatów poselskich w Knesecie XI kadencji, które objęli Ge’ula Kohen, Refa’el Etan, Juwal Ne’eman, Gerszon Szafat i Eli’ezer Waldman. 2 czerwca 1986 frakcja parlamentarna zmieniła nazwę na Techijja, a w listopadzie 1987 opuścił ją Refa’el Etan zakładając frakcję Cometu.
W kolejnych wyborach na Techijję zagłosowało 70 730 wyborców (3,1%), w wyniku czego w dwunastym Knesecie znalazło się trzech przedstawicieli partii – Ge’ula Kohen, Juwal Ne’eman i Eli’ezer Waldman. W połowie kadencji, w styczniu 1990, Gerszon Szafat zastąpił Ne’emana, a Eljakim Ha’ecni Waldmana. Po opuszczeniu przez Koalicję Pracy rządu zgody narodowej premiera Icchaka Szamira Likud potrzebował nowych koalicjantów, dlatego Techijja w czerwcu 1990 znalazła się w prawicowej koalicji popierającej nowy rząd Szamira, a Ge’ula Kohen została wiceministrem nauki i technologii.
W wyborach w 1992, partii nie udało się przekroczyć progu wyborczego, a Ge’ula Kohen powróciła do Likudu.

## Ideologia i program
W programie wyborczym z 1981 roku partia określiła się jako unia osób związanych ze służbami bezpieczeństwa, ruchem Gusz Emunim, osiedlami żydowskimi, bojownikami o wolność Izraela z Irgunu i Lechi oraz środowiskami narodowymi.
Na początku Techijja sprzeciwiała się wycofaniu osiedli z Synaju. Z czasem ogłosiła, że jakiekolwiek terytorialne ustępstwo wobec Palestyńczyków będzie legitymizowało ich samorządność i roszczenia wobec Galilei i Zachodniego Brzegu. Osadnictwo w Judei i Samarii, Wzgórzach Golan, Strefie Gazy i Synaju postrzegane było jako sposób na umocnienie żydowskiego charakteru państwa, a także budowanie większości żydowskiej w każdej części Izraela. Partia nawoływała także do zwiększenia aliji do kraju oraz lokowania przyjezdnych w rejonach zamieszkanych przez Arabów.
Techijja zaproponowała rozwiązanie „problemu arabskiego”, co w rezultacie opierałoby się na:
- przyznaniu obywatelstwa po wcześniejszym zdeklarowaniu wierności Państwu Izrael oraz przyjęciu obowiązków wszystkich obywateli kraju. W zamian Arabowie otrzymaliby prawa obywatelskie i zobowiązanie do służby narodowej, a nawet wojskowej;
- przyznaniu statusu mieszkańca lub rezydenta. Odpowiadałoby to możliwości mieszkania w Izraelu, ale bez otrzymania wszystkich praw i przywilejów. Status ten miałby być uznawany we wszystkich państwach świata;
- emigracji wszystkich tych, którzy nie uznają Państwa Izrael[13].

Partia zaproponowała rozwiązanie konfliktu izraelsko-arabskiego w myśl programu „pokój za pokój”. Miałoby się to odbyć na zrzeknięciu się przez Izrael jednostronnych ustępstw na rzecz pokoju. Partia chciała zobowiązać obie strony do ponoszenia podobnych wysiłków na rzecz osiągnięcia i utrzymania pokoju. Notoryczne łamanie postanowień przez stronę arabską dawało przyzwolenie na odpowiedź izraelską.
Ugrupowanie podkreślało potrzebę połączenia demokratycznego ustroju państwa z wartościami syjonistyczno-żydowskimi. Partia postulowała przyjęcie praw, które z czasem zostały przegłosowane przez rząd izraelski, a mianowicie: Prawo Jerozolimy (obecnie jako Prawo zasadnicze: Jerozolima stolicą Izraela), Prawo Wzgórz Golan, czy prawo określające Izrael państwem narodowym Żydów (obecnie Prawo zasadnicze: Izrael – państwo narodowe narodu żydowskiego).